# ورزشگاه جدید مالابو
ورزشگاه جدید مالابو (اسپانیایی: Nuevo Estadio de Malabo) ورزشگاهی چند منظوره در مالابو، گینه استوایی است که در حال حاضر بیشتر برای مسابقات فوتبال استفاده می‌شود.

## بررسی اجمالی
این ورزشگاه، ۱۵٬۲۵۰ نفر ظرفیت دارد و در سال ۲۰۰۷ افتتاح شد. این ورزشگاه در حال حاضر زمین اصلی تیم ملی فوتبال گینه استوایی است و همچنین یکی از ورزشگاه‌های میزبان مسابقات جام ملت‌های آفریقا ۲۰۱۲ بوده‌است. فینال جام فوتبال زنان ملت‌های آفریقا در سال ۲۰۰۸ نیز در این ورزشگاه، برگزار شد. همچنین، تعدادی از تیم‌های حاضر در لیگ حرفه ای، بازی‌های خود را در این ورزشگاه انجام می‌دهند.